# Mr. Brightside
Mr. Brightside — песня американской инди-рок-группы The Killers. Песня была написана Брэнданом Флауэрсом и Дэйвом Кюнингом, и была включена в дебютный альбом группы: Hot Fuss.
Сингл был назван «песней десятилетия» британскими радиостанциями: Absolute Radio и XFM. В апреле 2010 трек стал самым популярным на музыкальном веб-сайте Last.fm с момента публикации, его послушало примерно 7 600 000 пользователей. В июне 2016 года песня вновь заняла первую строчку в рейтинге самых популярных треков за все время существования сайта c 15 600 000 прослушиваний.

## История
Музыку для «Mr. Brightside» написал Кюнинг, а лирику Флауэрс ещё в 2001 году. Во время своих выступлений в 2002 и 2003 годах, группа раздавала демозаписи песни, вместе со своими другими демотреками: «Under The Gun» и так и не выпущенными «Desperate» и «Replaceable». Первый тираж в ограниченном издании был выпущен в сентябре 2003 года, в Великобритании на CD и 7 виниловых пластинках. После успеха тиража первого издания, который полностью разошёлся в течение недели, группа записала финальную версию песни, которая вышла в октябре того же года.

## Награды
Песня была номинирована на Грэмми 2006 года в номинации «Лучшее вокальное исполнение дуэтом либо группой», но проиграла лайв версии песни «This Love» американской рок-группы Maroon 5.

## В популярной культуре
В фильме «Отпуск по обмену» Аманда (Камерон Диас), приехав в дом по обмену, с бокалом в руке исполняет песню «Mr.Brightside».
В фильме «Бойфренд из будущего» на встрече Нового года, дома у Тима с родителями играет песня «Mr.Brightside».
В фильме "Красавчик" в эпилоге фильма.

## Клип
У песни есть два официальных видео:
- Британская версия была снята в октябре 2004 в Стейтен-Айленде, Нью-Йорк. В это время, группа находилась под инди-лейблом и имея небольшой бюджет, клип был достаточно простым.
- Американская версия была снята после подписания группой контракта с Island Records. Имея больший бюджет, группа сняла новую версию клипа. Видео было снято в ноябре 2004 года, в Лос-Анджелесе.

Американская версия клипа выиграла MTV Video Music Awards 2005 в номинации «Лучшая молодая актриса в видеоклипе».